# Sideritis sventenii
Sideritis sventenii là một loài thực vật có hoa trong họ Hoa môi. Loài này được (G.Kunkel) Mend.-Heuer miêu tả khoa học đầu tiên năm 1975.